# Апокалипсис
 Тази статия е за религиозните текстове.  За поредицата картини вижте Апокалипсис (Албрехт Дюрер).  
Апокалѝпсис (на гръцки Αποκάλυψις – „разкриване“, „смъкване на завеса“, „откровение“) е вид религиозни текстове.
В канона на Новия завет е включен апокалипсисът на апостол Йоан Богослов – „Откровение на Йоан“. В Стария завет подобни по жанр откъси и големи пасажи има при книгите на пророците – Исая, Йезекиил, Даниил и др. В апокрифите от началото на първото хилядолетие след Христа, терминът се използва често. Сред новозаветните апокалипсиси са „Апокалипсис на Петър“, на Павел и др.
В разговорния език, поради съдържанието на най-известния апокалипсис в Библията – този на Йоан, думата се използва като синоним на „свършека на света“.